# Walter Krüger (lekkoatleta)
Walter Krüger (ur. 11 kwietnia 1930 w Altenpleen, zm. 28 października 2018 w Prohn) – wschodnioniemiecki lekkoatleta specjalizujący się w rzucie oszczepem.

## Kariera sportowa
Srebrny medalista igrzysk olimpijskich w 1960 w Rzymie. Uzyskał wówczas rezultat 79,36 m – o ponad pięć metrów przygrywając złoto z reprezentantem Związku Radzieckiego Wiktorem Cybułenko.
Był mistrzem NRD w 1960.
Jego rekord życiowy wynosił 79,61, ustanowiony 5 września 1951 w Berlinie.